# Ibn Khouzayma
Ibn Khouzayma (en arabe : ابن خزيمة, Ibn Khuzaymah) est un érudit de l'islam iranien sunnite, né en janvier 838 (safar 223 A. H.) à Nichapour et mort le 11 février 924 (2 zoulkadé 924 A. H.) dans la même ville.